# Читинский дацан
Чити́нский даца́н «Дамба́ Брайбунли́нг» (в переводе с тибетского — «место, где собран рис учения Будды») — крупный буддийский монастырский комплекс (дацан), расположенный в городе Чите (Забайкальский край).

## История
Дацан — это буддийский монастырь-университет у бурят. Сто лет назад в Чите был буддийский храм, но он был уничтожен в революцию. И до 2001 года в Чите больше не было буддийских храмов. В мае 2001 года было освящено место для строительства дацана. Уже в 2002 году начались строительные работы, а в августе 2010 года состоялось освящение дацана — церемония Рамнай и читинский дацан был торжественно открыт.

Комплекс Читинского дацана

Церемония открытия Читинского дацана состоялась 15 августа 2010 года. В ней приняли участие XXIV Пандидо Хамбо-лама Д. Б. Аюшеев, губернатор Забайкальского края Р. Ф. Гениатулин, главный федеральный инспектор в Забайкальском крае Б. Б. Жамсуев, советник управления президента РФ по внутренней политике Ольга Королёва, шэрээтэ-ламы дацанов Республики Бурятия, Иркутской области, Забайкальского края, гости из регионов Российской Федерации.
В 9 часов был совершён молебен освящения рабнай, в 15 часов на читинском ипподроме прошли спортивные состязания «Эрын гурбан наадан», посвящённые открытию дацана.

## Работа дацана
В дацане проводятся службы-хуралы, посвящённые важнейшим событиям буддийской истории, ежедневные ритуалы в честь защитников и хранителей учения — сахюсанов и другие обряды, помогающие и защищающие верующих от различных негативных сил.
С 30 января по 15 февраля 2011 года прошёл первый в истории дацана цикл праздничных хуралов, посвящённых наступлению Сагаалгана.

## Транспорт
Вблизи дацана проходит продолжение федеральной автодороги Р258 (Иркутск — Чита).